# Cesària provincle
L'anomenada cesària provincle és un tipus de cesària, iniciat el 2018, considerat més amable i sensible per a la mare, que les cesàries tradicionals.
La principal diferència amb les cesàries tradicionals, és que en aquelles les mares no veuen néixer al seu fill ni poden agafar-los en braços immediatament després de néixer, i en les 'cesàries pro-vincle' sí, doncs, des del primer moment, la mare pot estar pell amb pell amb el seu nadó. Fins i tot, si la mare així ho vol, pot ser partícip del procés d'extracció, i el seu acompanyant també pot participar tallant el cordó umbilical. Segons els experts aquesta tècnica també te molts beneficis, ja que, es crea un vincle emocional amb el nadó des del primer moment del naixement, que és alguna cosa molt important pels dos, la taxa de lactància és major, perquè no se separa el bebè de la mare, i no hi ha major taxa d'infecció ni de pèrdua sanguínia.
El nom d'aquesta tipologia de cesària sorgeix el 2018 quan, a l'Hospital Universitari Vall d'Hebron de Barcelona, pioner en aquest nou tipus de cessàries, una mare va demanar de tenir una cesària amb pell amb pell, per establir vincle entre mare i fill, tan habitual en un part vaginal, però gens comú fins aleshores en les cesàries, en les quals mare i fill queden molt separats després del moment del part.